# Jan Neruda
Jan Nepomuk Neruda (IPA: [ˈjan ˈnɛpomuk ˈnɛruda]) (Praga, 9 luglio 1834 – Praga, 22 agosto 1891) è stato uno scrittore, poeta e giornalista ceco.

## Biografia
Jan Neruda nacque nella caserma di Oujezd (l'attuale Újezd), nel quartiere Malá Strana a Praga. Il padre, dopo essersi congedato dall'esercito, iniziò a lavorare come cameriere e poi droghiere. La madre, oltre a lavorare nella bottega, arrotondava le entrate lavorando come donna di servizio. Nonostante la povertà, i due genitori di Neruda si impegnarono molto per permettere al figlio di completare gli studi: egli riuscì infatti a studiare al ginnasio e poi all'università (prima in Legge, poi abbandonata per studiare Filosofia).

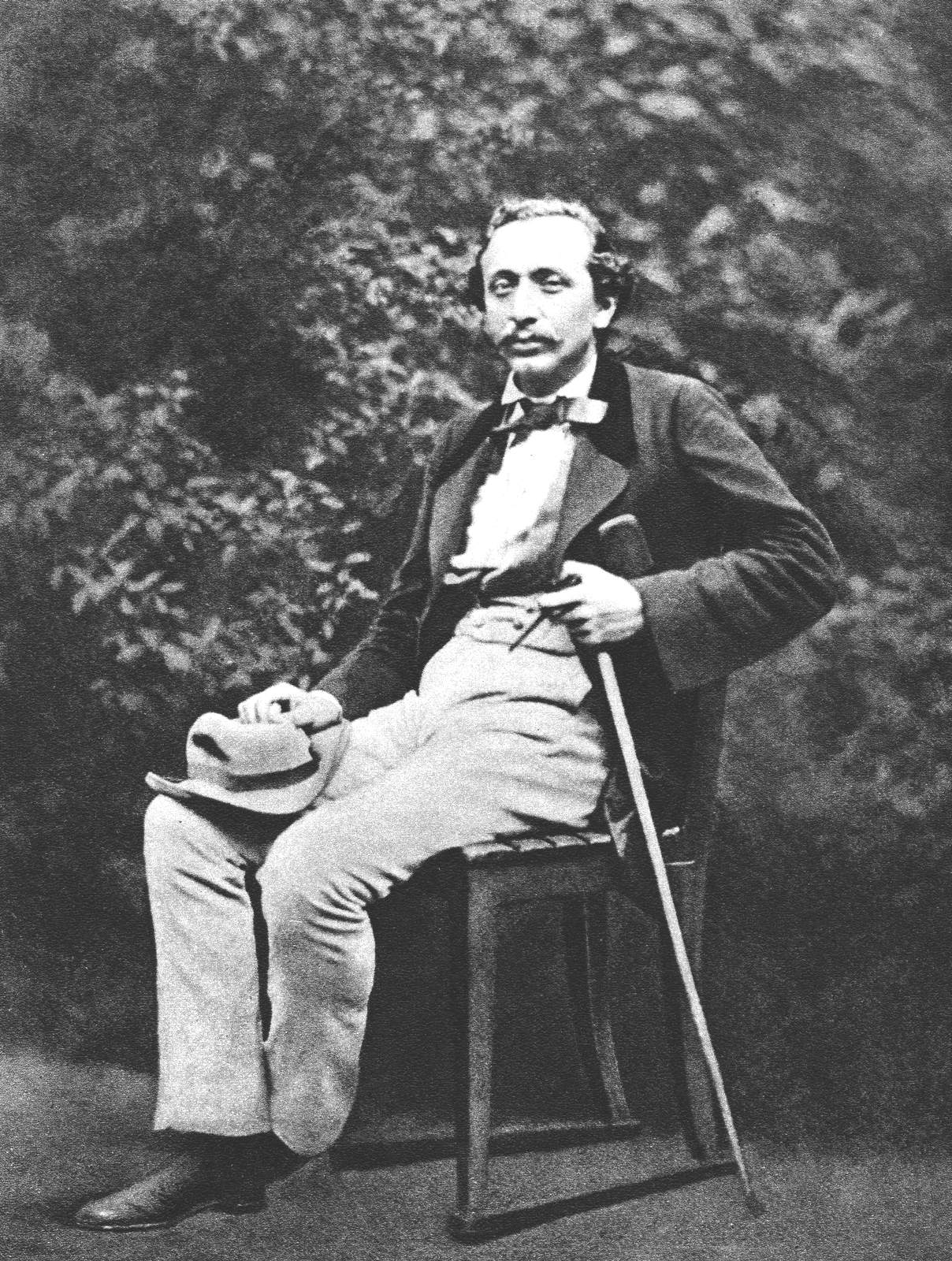
Jan Neruda

La povertà costrinse Neruda a rimanere a vivere con la madre in un modesto appartamento di Malá Strana fino all'età di trentacinque anni. Cominciò a guadagnarsi da vivere lavorando per alcuni giornali, scrivendo feuilletons ed anche resoconti di viaggio.
All'età di vent'anni conobbe e si fidanzò con Anna Holinová e rimase insieme a lei per circa dieci anni.
Nel 1857 pubblicò la sua prima raccolta di poesie, Hřbitoví kvítí (I fiori dei cimiteri), poco apprezzata però dalla critica del tempo. Continuò comunque a scrivere i suoi feuilletons (raccolti successivamente in volumi che riscossero un notevole successo) e nel 1864 pubblicò la sua prima raccolta di racconti, Arabesky (Arabeschi). Nel 1878 scrisse invece la sua opera più conosciuta, Povídky malostranské (I racconti di Mala Strana).
Senza trascurare l'attività di scrittore di narrativa e di giornalista, Neruda continuò anche l'attività di poeta. Dopo l'iniziale delusione di Hřbitoví kvítí, pubblicò altre raccolte di poesie, tra le quali Knihy veřsů (Libri di versi, 1876) e Balady a romance (Ballate e romanze, 1883).
Dopo aver troncato la relazione con Anna Holinová, Neruda si innamorò di Karolína Světlá, una donna sposata e nata in un ambiente raffinato, esattamente opposto a quello di Neruda. La Světlá ricambiò l'amore, aiutandolo persino a saldare i debiti contratti nel corso degli anni. Dopo la storia con la Světlá, Neruda conobbe Tereza Macháčková, figlia di un ricco imprenditore, la quale però morì di tubercolosi dopo poco tempo.
Nel corso degli anni Neruda viaggiò spesso, in particolare in Europa (fu più volte in Italia) ed in Medio Oriente: da questi viaggi traeva resoconti giornalistici e racconti di viaggio.
Intorno al 1880 contrasse una grave malattia, che debilitò il suo fisico ed il suo spirito. Conobbe però un'altra donna, della quale si innamorò: Božena Vlachová. Terrorizzato però dall'incombere di possibili altre malattie, preferì troncare la storia con lei e vivere in solitudine.
Neruda morì nel 1891, in solitudine, con al suo fianco soltanto la donna di servizio. Al suo funerale partecipò però una grande folla di suoi lettori ed ammiratori. Come da sua volontà, fu sepolto presso il Vyšehradský hřbitov, il cimitero dei grandi boemi.
Dopo la sua morte, gli è stata intitolata una delle vie del quartiere di Malá Strana: Ostruhová ulice, la via che porta al Castello di Praga, ha cambiato nome in Nerudova ulice.
il poeta Pablo Neruda, all'anagrafe Ricardo Eliécer Neftalí Reyes Basoalto, scelse il suo appellativo d'arte proprio in omaggio di Jan Neruda. Trovò il nome su una rivista, in realtà non sapeva neanche chi fosse, ma gli serviva uno pseudonimo per nascondere a suo padre, in disaccordo col suo desiderio di diventare poeta, la pubblicazione su una rivista dei suoi primi versi (fonte dalla sua autobiografia Confesso che ho vissuto)

## L'opera

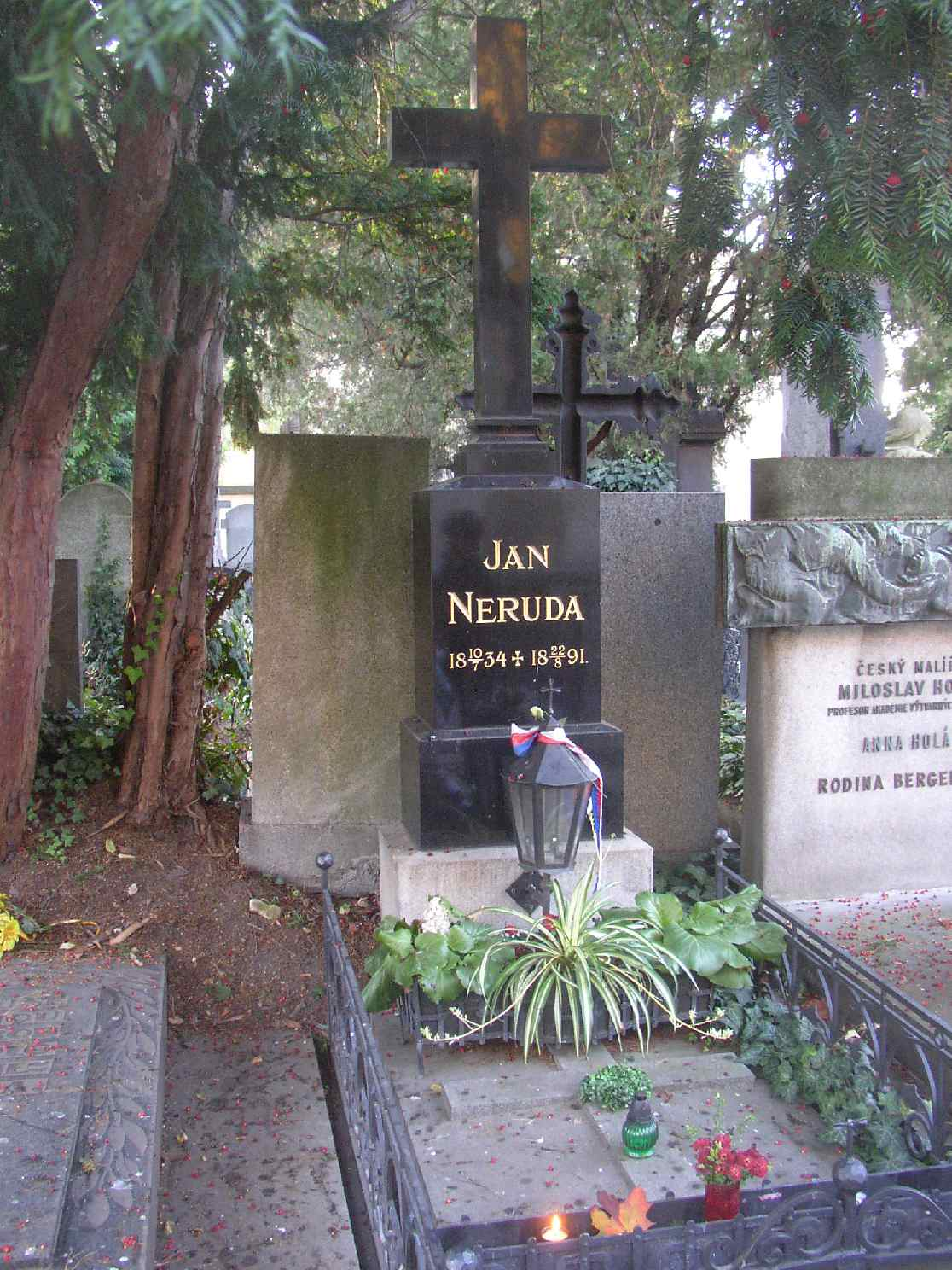
La tomba di Neruda al Vyšehradský hřbitov

Neruda crebbe in una Praga fortemente influenzata dalle rivoluzioni che attraversarono tutta l'Europa intorno al 1848. I primi moti anti asburgici vennero repressi però con la forza. Fu solamente negli anni successivi che il movimento nazionalista ceco (opposto ad un altro partito nazionalista, quello tedesco) cominciò la sua ascesa, finché non guadagnò la maggioranza nel Consiglio Cittadino del 1861.
Neruda, prima di affermarsi nel novero degli scrittori cechi più innovatori, dovette superare diversi ostacoli. Primo fra tutti l'estrema povertà, sebbene il contatto diretto con la miseria lo rese più sensibile ai problemi più strettamente legati al "sociale" ed al mondo dei più umili. Anche quando divenne un affermato giornalista, Neruda mantenne sempre forte il legame con le sue origini, in particolar modo con il quartiere in cui nacque: Malá Strana; legame che celebrò nella sua opera più nota: Povídky malostranské (I racconti di Malá Strana).
L'attività di poeta, subito stroncata dalla critica, proseguì con maggior successo grazie alla sua partecipazione alla stesura dell'almanacco Maj (Maggio). Ispirandosi all'opera di Karel Hynek Mácha pubblicò altre raccolte di versi: Knihy veřsů (Libri di versi, 1876), Písně kosmiké (Canti cosmici, 1878), Prosté motivy (Semplici motivi, 1883)  Balady a romance (Ballate e romanze, 1883).
Nonostante il successo e la fama come giornalista, l'attività di poeta venne spesso osteggiata dalla critica. Il suo sguardo era sempre rivolto alle realtà più umili e miserabili, e per queste ragioni gli editori ed i critici del tempo lo hanno costantemente snobbato, definendo i suoi temi come rozzi ed immorali.

## Opere

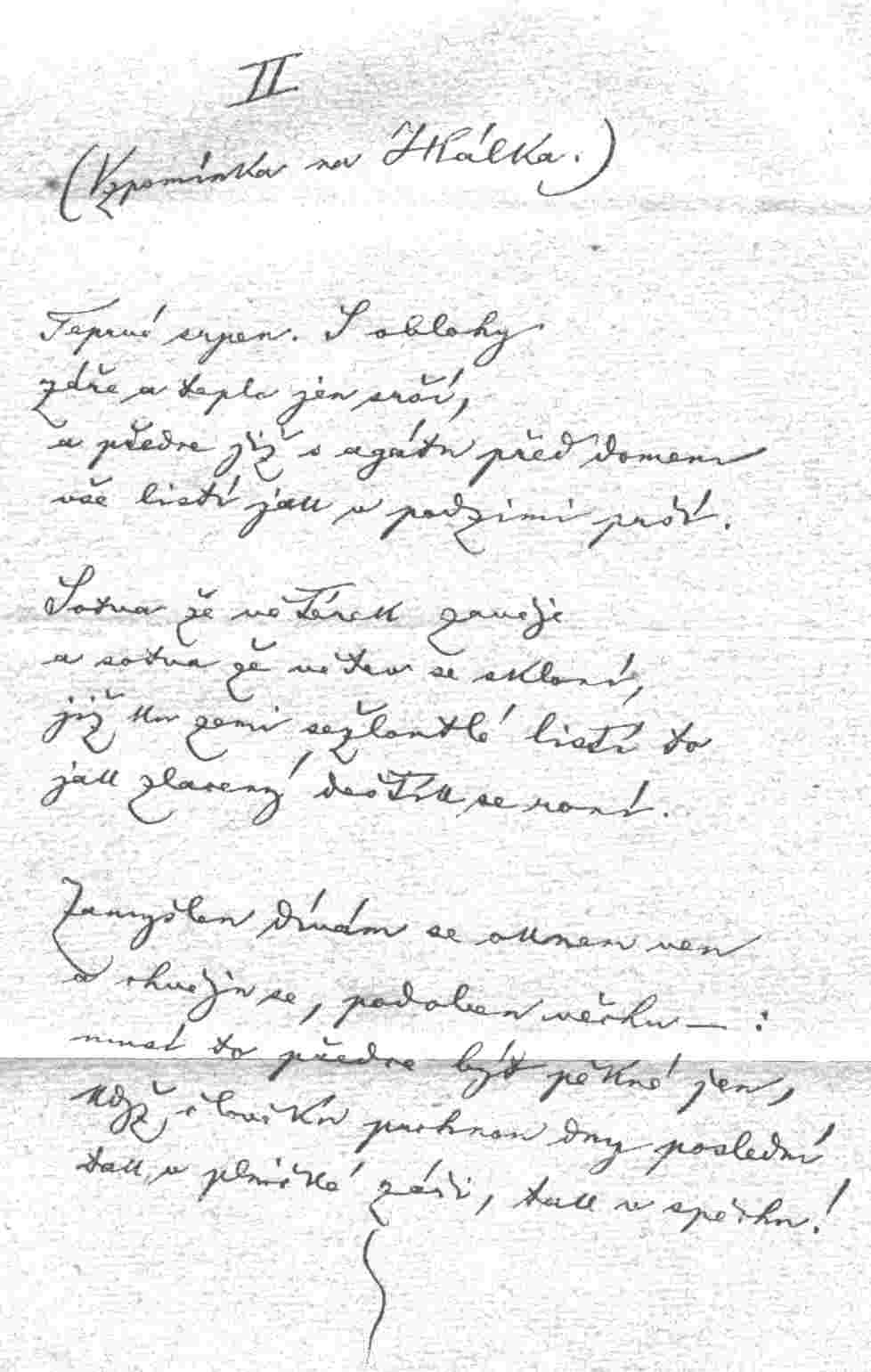
Manoscritto della poesia Srpen, in Prosté motivy

### Poesia
- Hřbitovní kvítí (1857)
- Knihy veršů (1867)
- Písně kosmické (1878)
- Balady a romance (1878–1883)
- Prosté motivy (1883)
- Zpěvy páteční (postumo, 1896)

### Prosa
- Arabesky
- Různí lidé
- Trhani
- Pražské obrázky
- Pařížské obrázky
- Menší cesty
- Povídky malostranské (I racconti di Mala Strana)

### Feuilletons
- Žerty dravé a hravé
- Studie krátké a kratší
- Menší cesty
- Obrazy z ciziny